# Turtle Head Island
Turtle Head Island ist eine australische Insel im äußersten Süden des Archipels der Torres-Strait-Inseln. Sie liegt unmittelbar vor der Ostküste der Kap-York-Halbinsel in der Newcastle Bay in Höhe der Mündung des Escape River. 1,3 km westlich von Turtle Head liegen Trochus Island, 3,5 km nördlich die Eilande Turtle- und Brewis Island.
Die Form der dicht bewaldeten Insel erinnert ein wenig an einen Schildkrötenkopf (engl. Turtle Head). Auf Turtle Head gibt es kleinere Brackwasserseen. Während der Nordwestteil der Insel unbewohnt ist, befindet sich an der Südwestküste die kleine Siedlung Ok Village mit Bootsanlegeplatz und an der Südostküste eine Start- und Landebahn für Kleinflugzeuge (10° 57′ 18″ S, 142° 42′ 11″ O).
Verwaltungstechnisch zählt Turtle Head Island zu den Inner Islands, einer Inselregion im Verwaltungsbezirk Torres Shire von Queensland.
Kapitän William Bligh passierte die Insel am Mittwoch, den 3. Juni 1789, auf seiner Reise nach Kupang im Beiboot der Bounty.